# Ivan Hušalevyč
Ivan Hušalevyč, cyrilicí Іван Гушалевич, polsky Iwan Huszałewycz, též Guszałewycz (4. prosince 1823 Paušivka – 2. června 1903 Lvov), byl rakouský řeckokatolický kněz, pedagog, spisovatel a politik ukrajinské (rusínské) národnosti z Haliče, v 2. polovině 19. století poslanec Říšské rady.

## Biografie
Studoval na řeckokatolickém semináři ve Lvově. Byl literárně činný. První básně mu byly publikovány roku 1847. Během studií na semináři napsal píseň Myr vam, braťja, vsi prynosym (Мир вам, браття, всі приносим), kterou Rusínská národní rada ve Lvově roku 1848 uznala jako hymnu haličských Rusínů. Studoval filozofii a teologii na Lvovské univerzitě. Byl vysvěcen na kněze. V roce 1849 dokončil studia. Působil pak jako suplent ukrajinštiny a náboženství na akademickém gymnáziu ve Lvově a setrval zde, kromě krátkých přestávek, až do svého odchodu do penze roku 1889. V roce 1855 se stal farářem v obci Janovka v stryjském kraji. Zde se roku 1857 stal i děkanem a okresním školním inspektorem. Od roku 1861 byl řádným učitelem na akademickém gymnáziu ve Lvově.
Zasloužil se o kulturní rozvoj Rusínů v Haliči. Byl členem komise, která překládala říšské zákony do rusínštiny. Později byl členem komise pro schvalování rusínských učebnic. V roce 1849 začal vydávat sborník Pchola jako první ukrajinský literární list v Haliči. V letech 1850–1853 vydával noviny Zorja halycka. Roku 1855 mu byla publikována německá mluvnice v rusínštině. Roku 1852 a 1861 vydal další sbírky básní. V letech 1863–1864 působil v redakci pedagogického listu Dom i škola. Okolo roku 1850 se začal profilovat rusofilsky, odmítal psanou podobu spisovného ukrajinského jazyka a preferoval místo toho tzv. jazyčje, jazyková směs staroslovanských, ruských, západoukrajinských a polských vlivů. Kromě publicistické práce byl aktivní i jako básník a dramatik. Psal dramata pro ukrajinské divadlo v Haliči. Populární se stala zejména jeho opereta Pidhirjany z roku 1879, k níž složil hudbu Mychajlo Verbyckyj. Byl členem správní rady rusínského národního domu.
Byl i politicky aktivní. Roku 1861 a znovu 1. února 1867 byl zvolen na Haličský zemský sněm za kurii venkovských obcí v obvodu Dolyna. Zemský sněm ho 2. března 1867 zvolil i do Říšské rady (tehdy ještě volené nepřímo) za kurii venkovských obcí v Haliči. V Říšské radě i zemském sněmu setrval do roku 1870.